# Здание Симферопольского общества взаимного кредита
Здание Симферопольского общества взаимного кредита — здание, находящееся в Симферополе по адресу ул. Горького, 4. Здание построено для нужд Общества взаимного кредита в 1913 году в стиле эклектики по проекту архитектора Николая Краснова. Памятник архитектуры.

## История
Проект здания для Общества взаимного кредита (учредитель — В. К. Винберг) в 1909 году получил архитектор Николай Краснов. Первоначально Краснов сделать здание трёхэтажным, однако в итоге остановился на проекте из двух этажей. Участок под строительство за небольшую цену продал городской думе дворянин Г. Г. Гусиков. Архитектурный надзор за возведением здания от городской думы осуществлял Б. А. Зайончковский. Подрядчиками выступали инженеры — Шехтман, Рабинер, Гуревич, Соколов. Строительство здания было начато в 1910 году. В декабре 1911 года в ходе строительных работ фасад здания частично разрушился. Окончательно строительство было завершено в 1913 году.
После окончания Гражданской войны здание было национализировано и использовалось как детский клуб, Дом просвещения и радиостанция. В начале 1920-х годов в здании располагался Художественный музей. С 1923 года здание принадлежало крымскому отделению Государственного банка. Позже, тут располагалась товарная биржа и центральная сберкасса № 39, а в 1944 году — приёмный пункт артели «Крымкраска». После этого здание вновь отошло государственному банку, которое использовало помещение вплоть до распада СССР.
С обретением независимости Украины, здание было отдано крымскому филиалу Национального банка Украины. В 1990-е годы в ходе реконструкции к зданию c южной стороны был пристроен двенадцатиэтажный корпус по проекту Т. М. Шеремета и В. Г. Кравченко.
После аннексии Крыма Россией здание перестало использоваться как филиал НБУ. В феврале 2015 года над входной группой обвалился балкон. В начале 2016 года Совет министров Республики Крым безвозмездно передал здание для отдела Банка России. В июне 2016 года управляющая отделением Банка России в Крыму Ирина Яблучанская заявила, что здание после передачи в собственность ЦБ будет отремонтировано под требования законодательства РФ.

## Архитектура
Двухэтажное здание построено в эклектическом стиле. Балясины относятся к романской архитектуре, окна в стиле ренессанс, а оформление в византийском и восточном стиле.
Здание выполнено Т-образной форме. По проекту оно сдвинуто на несколько метров от красной линии, а на линии находятся четыре колонны дорического ордера, выполняющие декоративную роль. При помощи колонн, высотой с первый этаж, здание разделено на три ризалита. Главный акцент фасада сделан на портике. На четырёхгранных постаментах установлены четырёхрожковые электрические светильники. На втором этаже расположено пять полуциркульных окон. Для банковского хранилища существует подвальное помещение.

## В культуре
Здание Симферопольского общества взаимного кредита иногда называют «золотым тельцом».
Макет здания находится в Бахчисарайском парке миниатюр.